# Tomasz Olejarczyk
Tomasz Olejarczyk (ur. 29 stycznia 1974 w Warszawie) – polski aktor telewizyjny, teatralny, dubbingowy i filmowy, reżyser, scenarzysta, znany z szerszej widowni jako inspektor Krawczyk w serialu Na dobre i na złe, emitowanym w TVP2.

## Kariera
W 2000 kończył studia aktorskie w Akademii Sztuk Teatralnych w Krakowie.
W aktorstwie debiutował za sprawą roli rekordzisty w serialu Świat według Kiepskich (1999) oraz Michu w serialu Klan (1999–2006), a potem grał również w serialach i filmach: Pierwsza miłość (2009–2011, 2023) jako Lech i Tomasz Borowski, Samo życie (2006–2007) jako Zaręba, Na dobre i na złe (2014, 2016, 2018) jako inspektor Krawczyk, Plebania (2006–2007, 2011) jako osiłek i pocztowiec, Wiedźmy (2005) jako Chudy, Arbiter uwagi (2014) jako barman, Ojciec Mateusz jako Łysy, Kryminalni jako lekarz pogotowia, Wydział zabójstw (2008) jako Zbigniew Patolski, Oficerowie (2006) jako pracownik stacji, Naznaczony (2009) jako agent, Dwie strony medalu (2007) jako kibic, Ludzie Chudego (2010) jako członek bandy, 1920. Wojna i miłość (2011) jako oficer, W rytmie serca (2019) jako gangster, Uroczysko (2024) jako szef, Anatomia (2021) jako aktor teatru cieni, w 5 serialach: Na Wspólnej (2004), Egzamin z życia (2006), Dwie strony medalu (2007), Plebania (2008) i Prosto w serce (2011) jako ochroniarz, a także grał w tajemniczej roli w serialach i filmach: Fala zbrodni (2005–2006), Fałszerze – powrót Sfory (2006) i Tajemnica twierdzy szyfrów (2007). Gra również w dubbingu pt. Esterhazy (2009). Jest również reżyserem seriali paradokumentalnych pt. Dlaczego ja?, Poznaj swoje prawa, Detektywi w akcji, Trudne sprawy, Dzień, który zmienił moje życie, Gliniarze, Sekrety rodziny, Septagon i Sekrety sąsiadów.

## Filmografia

### Aktor
- 1999–2006: Klan jako Michu
- 1999: Świat według Kiepskich jako rekordzista (odc. 4)
- 2004: Na Wspólnej jako ochroniarz (odc. 469)
- 2005–2006: Fala zbrodni (odc. 38, 80)
- 2005: Wiedźmy jako Chudy (odc. 10)
- 2006–2007: Samo życie jako Zaręba (odc. 761-787, 799-832)
- 2006–2007: Plebania jako osiłek (odc. 760, 772, 792, 871)
- 2006: Oficerowie jako pracownik stacji benzynowej (odc. 13)
- 2006: Kryminalni jako lekarz pogotowia (odc. 43)
- 2006: Egzamin z życia jako ochroniarz (odc. 39)
- 2006: Fałszerze – powrót Sfory (odc. 10)
- 2007: Tajemnica twierdzy szyfrów
- 2007: Dwie strony medalu jako ochroniarz (odc. 74)
- 2007: Dwie strony medalu jako kibic (odc. 109)
- 2008: Wydział zabójstw jako Zbigniew Patolski (odc. 3)
- 2008: Plebania jako ochroniarz Tracza (odc. 1025, 1050, 1138, 1151, 1156, 1160, 1166–1167, 1172, 1175–1176, 1202, 1204)
- 2008: Ojciec Mateusz jako agent (odc. 6)
- 2009: Naznaczony jako agent (odc. 11)
- 2009–2011: Pierwsza miłość jako Lech
- 2010: Ludzie Chudego jako członek bandy (odc. 1-2)
- 2011: 1920. Wojna i miłość jako oficer (odc. 10)
- 2011: Prosto w serce jako ochroniarz (odc. 63-65)
- 2011: Plebania jako pocztowiec (odc. 1735)
- 2014: Arbiter uwagi jako barman w klubie
- 2014, 2016, 2018: Na dobre i na złe jako inspektor Krawczyk (odc. 580-581, 651, 658-659, 691, 694, 701)
- 2019: W rytmie serca jako gangster (odc. 52)
- 2021: Anatomia jako aktor teatru cieni
- 2023: Pierwsza miłość jako Tomasz Borowski (odc. 3535)
- 2024: Uroczysko jako szef (odc. 93-94)

### Reżyser
- od 2010: Dlaczego ja?
- 2011–2024: Trudne sprawy
- 2014–2015: Dzień, który zmienił moje życie
- 2014–2015: Sekrety sąsiadów
- 2015–2017: Detektywi w akcji
- 2015: Poznaj swoje prawa
- od 2016: Gliniarze
- od 2018: Sekrety rodziny
- 2018–2019: Septagon

### Dubbing
- 2009: Esterhazy